# Śniadecki (krater księżycowy)

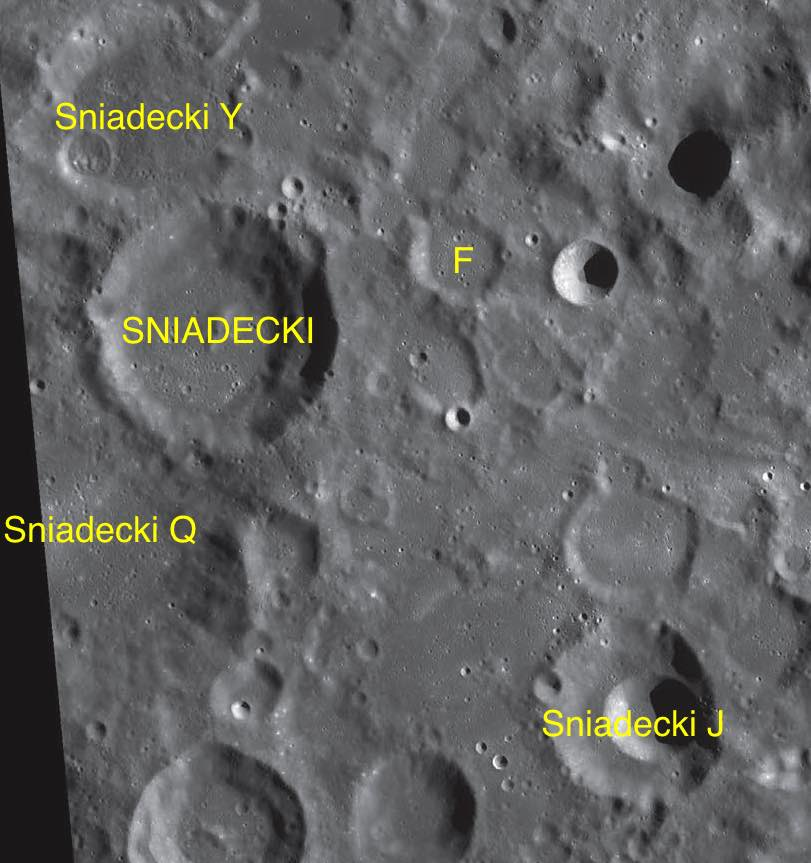
Krater Śniadecki i kratery satelickie

Śniadecki – krater na powierzchni Księżyca o średnicy 41,13 km, położony na 22,29° szerokości południowej i 168,84° długości zachodniej.
Decyzją Międzynarodowej Unii Astronomicznej w 1970 roku został nazwany imieniem polskiego astronoma Jana Śniadeckiego.